# Antonello da Caserta
Pour les articles homonymes, voir Caserta (homonymie) et Marot.
Antonello da Caserta, également Anthonello, Antonellus Marot, est un compositeur italien actif à l'époque médiévale, vers la fin du XIVe et le début du XVe siècle.

## Biographie
Peu de choses sont connues sur la vie d'Antonello da Caserta. Au début du XXe siècle, Nino Pirrotta pense que Caserta est un compositeur napolitain mais la plupart des œuvres qui nous sont parvenues sont rédigées en dialecte du Nord de l'Italie. Certains mentions suggèrent qu'il travaille pour la famille Visconti à Milan au tournant du XVe siècle et des documents d'archives le mentionnent à Pavie en 1402. Antonello est également moine mais on ignore de quel ordre il dépend.
Antonello da Caserta est un des plus célèbres compositeurs de la génération qui suit celle de Guillaume de Machaut. Caserta utilise des textes en italien et en français, notamment Beauté parfaite de Machaut dont c'est le seul poème utilisé par un autre compositeur que lui, selon les connaissances actuelles. Caserta doit beaucoup à l'influence des modèles français qu'il est le premier des compositeurs italiens à suivre. Une de ses ballades doit au compositeur Jehan Vaillant, actif à Paris. Il utilise un système de notation de la durée des notes que l'on ne retrouve que dans de rares autres manuscrits. Ses œuvres en italien ont tendance à être plus simples, notamment ses ballata. Sa musique a pour sujet l'amour courtois.

## Œuvres

### En français
Toutes les œuvres suivantes sont pour trois voix.

#### Ballades
- Amour m'a le cuer mis
- Beauté parfaite
- Dame d'onour en qui
- Du val prilleus (ou Du ciel perileus)
- Notes pour moi ceste ballade
- Nulle pitie de ma dame (probablement de l'auteur)

#### Rondeaux
- Dame d'onour c'on ne puet esprixier
- Dame zentil en qui est ma sperance

#### Virelai
- Tres nouble dame souverayne

### En italien
Toutes les œuvres suivantes sont pour deux voix.

#### Ballades
- A pianger l'ochi
- Con dogliosi martire
- Deh, vogliateme oldire
- Madonna, io me ramento
- Or tolta pur me sey
- Più chiar ch'el sol (qui comporte également des fragments d'une troisième voix)

#### Madrigaux
- Del glorioso titolo d'esto duce

## Source de traduction
- (en) Cet article est partiellement ou en totalité issu de l’article de Wikipédia en anglais intitulé « Antonello da Caserta » (voir la liste des auteurs).